# Canada's Drag Race
Canada's Drag Race é um reality show canadense, do gênero competição, baseado na série estadunidense RuPaul's Drag Race, sendo a edição canadense da franquia Drag Race, produzido pela Blue Ant Studios. A série é exibida no canal Crave no Canadá, e em todo o mundo na WOW Presents Plus.
Essa foi a quarta versão internacional da franquia Drag Race a ser anunciada, após Drag Race Thailand, The Switch Drag Race (Chile) e RuPaul's Drag Race UK; dois meses após o anúncio da versão canadense, o Drag Race Australia também foi anunciado. Esse será o primeiro reality da franquia em inglês a não ser apresentado pela RuPaul.
A primeira temporada teve a sua estreia em 2 de julho de 2020, e terminou em 3 de setembro de 2020.

## Jurados
Em 26 de setembro de 2019, foi anunciado o painel de jurados: Brooke Lynn Hytes, vice-campeã de  décima primeira temporada de RuPaul's Drag Race, o ator Jeffrey Bowyer-Chapman, e a modelo Stacey McKenzie. Traci Melchor, aparecerá como um membro recorrente do elenco, com o título "Squirrel Friend do Canadá".
No dia 30 de junho o painel de jurados da segunda temporada foi confirmado. Brooke Lynn Hytes e Traci Melchor sefuiram como jurados, enquanto o ator Jeffrey Bowyer-Chapman e a modelo Stacey McKenzieforam substituídos pela atriz Amanda Brugel, que participara como jurada convidada no oitavo episódio da primeira temporada, e pelo estilista Brad Goreski.
| Jurados e apresentadores | Temporadas   | Temporadas | Temporadas | Temporadas | Temporadas |
| Jurados e apresentadores | 1            | 2          | 3          | 4          | 5          |
| ------------------------ | ------------ | ---------- | ---------- | ---------- | ---------- |
| Brooke Lynn Hytes        | Principal    | Principal  | Principal  | Principal  | Principal  |
| Traci Melchor            | Recorrente   | Principal  | Principal  | Principal  | Principal  |
| Brad Goreski             | —            | Principal  | Principal  | Principal  | Principal  |
| Amanda Brugel            | Participação | Principal  | —          | —          | —          |
| Jeffrey Bowyer-Chapman   | Principal    | —          | —          | —          | —          |
| Stacey McKenzie          | Principal    | —          | —          | —          | —          |

## Temporadas
| Temporada | Data de estreia        | Data da final          | Vencedora      | Finalista(s)            | N° de Competidores |
| --------- | ---------------------- | ---------------------- | -------------- | ----------------------- | ------------------ |
| 1         | 2 de julho de 2020     | 3 de setembro de 2020  | Priyanka       | Rita Baga Scarlett BoBo | 12                 |
| 2         | 14 de outubro de 2021  | 16 de dezembro de 2021 | Icesis Couture | Kendall Gender Pythia   | 12                 |
| 3         | 14 de julho de 2022    | 8 de setembro de 2022  | Gisèle Lullaby | Jada Shada Hudson       | 12                 |
| 4         | 16 de novembro de 2023 | 11 de janeiro de 2024  | Venus          | Aurora Matrix           | 11                 |
| 5         | 21 de novembro de 2024 | —                      | —              | —                       | 11                 |